# Зальцбурзький університет
За́льцбурзький університет (нім. Universität Salzburg) — один з публічних університетів Австрії, розташований у місті Зальцбург.

## Історія
23 липня 1622 року Альберт III Кейслін був призначений першим ректором (Rector Magnificus) бенедиктинського університету в місті Зальцбург. 5 жовтня 1622 року цісар Фердинанд II підвищив статус бенедиктинської гімназії до рівня університету. Урочисте відкриття університету відбулося 8 жовтня 1622 року за участю архиєпископа Паріса фон Лодрона, на часть якого університет названий сьогодні.
1810 року, після приєднання Зальцбурга до Баварії, університет було ліквідовано. Натомість було створено теологічно-філософський ліцей та медичну школу. 1850 року ліцей набув статусу теологічного факультету. Проте повноцінний університет було наново засновано лише в 1962 році.
Зараз в університеті навчається понад 18 000 студентів.

## Структура
Сьогодні Зальцбурзький університет складається з 4 факультетів:
- Факультет католицької теології,
- Юридичний факультет,
- Факультет культурології та суспільних наук,
- Факультет природничих наук.

Чотири факультети в свою чергу поділяються на 31 тематичний підрозділ (Fachbereich).

## Персоналії
Тут навчались:
- Кароліна Едтштадлер
- Прокоп Дівіш — католицький священик